# 토머스 에드워드 세이모어
토머스 에드워드 세이모어(Thomas Edward Seymour, 1977년 1월 20일 ~ )는 미국의 작곡가, 배우이다.
뉴브리튼에서 태어났다.

## 영화
- 페이크 (2010년) - 아트 가드 역
- 런던 베티 (2009년)
- 비잉 마이클 매드슨 (2007년)